# New Routemaster
New Routemaster是一款由英國倫敦市長鲍里斯·约翰逊提倡，專為倫敦設計之雙層巴士，由萊特巴士生產，2011年亮相。
由於此款車是由鲍里斯·约翰逊提倡引入的，所以又被俗稱為Borismaster或Boris Bus。

## 發展
在2007年，當時2008年倫敦市長選舉保守黨候選人鲍里斯·约翰逊提出「新 Routemaster」之構思，並提到若由他當選的話，便會將市內靈活性及安全性等多方面受到批評之掛接巴士淘汰，並由「新 Routemaster」取代。
鲍里斯·约翰逊當選倫敦市長後，於2008年7月舉辦一個「新 Routemaster」設計比賽，並於同年12月公佈結果。至於負責倫敦交通事宜之倫敦交通局（Transport for London），亦於不久後開展設計及建造新車之招標程序，並於2009年5月22日正式邀請六間巴士生產商（分別為亞歷山大丹尼士、EvoBus、Hispano Carrocera、Optare、Scania 及萊特巴士）商討合約細節。2009年12月23日，倫敦交通局宣佈新巴士將會由萊特巴士生產。
2010年5月17日，鲍里斯·约翰逊跟倫敦交通局長彼得‧亨迪（Peter Hendy）公佈由倫敦交通局、萊特巴士與海瑟尉工作室（Heatherwick Studio）聯合呈獻「新倫敦巴士」之最終設計。至於其實物模型則在2010年11月亮相，及於倫敦運輸博物館作展覽。
首架可行駛的「新倫敦巴士」於2011年出廠作路面測試之準備，同年5月開始試車。樣辦車於2011年12月正式亮相。
2020年代，部分新倫敦巴士已經達到設計壽命的一半，倫敦交通局為這些巴士進行翻新，包括更換座椅皮套，及以車外電子倒後攝像機取代傳統倒後鏡，以減少車輛寬度。除此以外，由Arriva營運的LT11成爲了柴油轉電動的測試車輛，以測試未來改以電力驅動的可能性，以達到零排放目標。

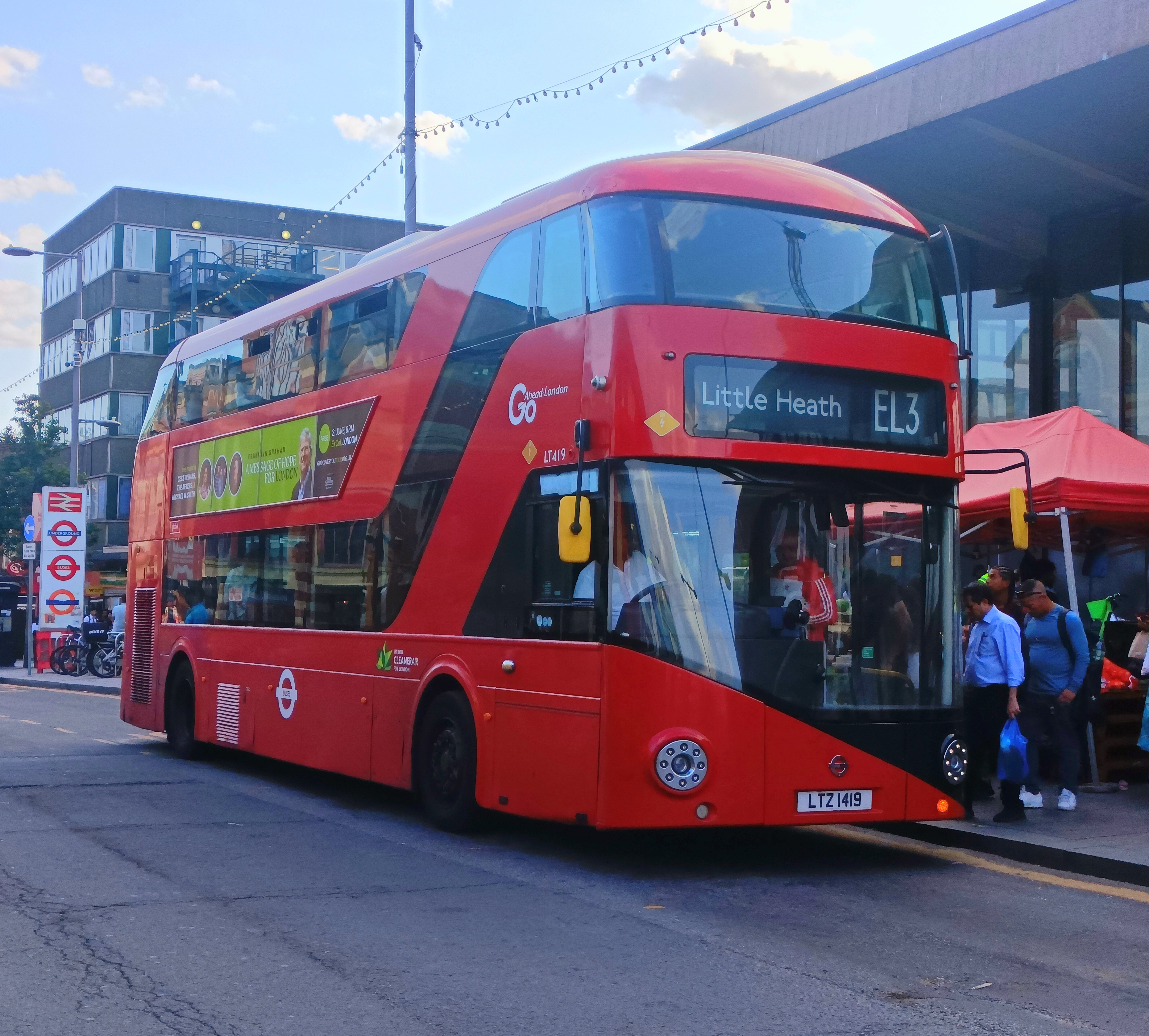
新倫敦巴士推出時模樣，使用傳統倒後鏡

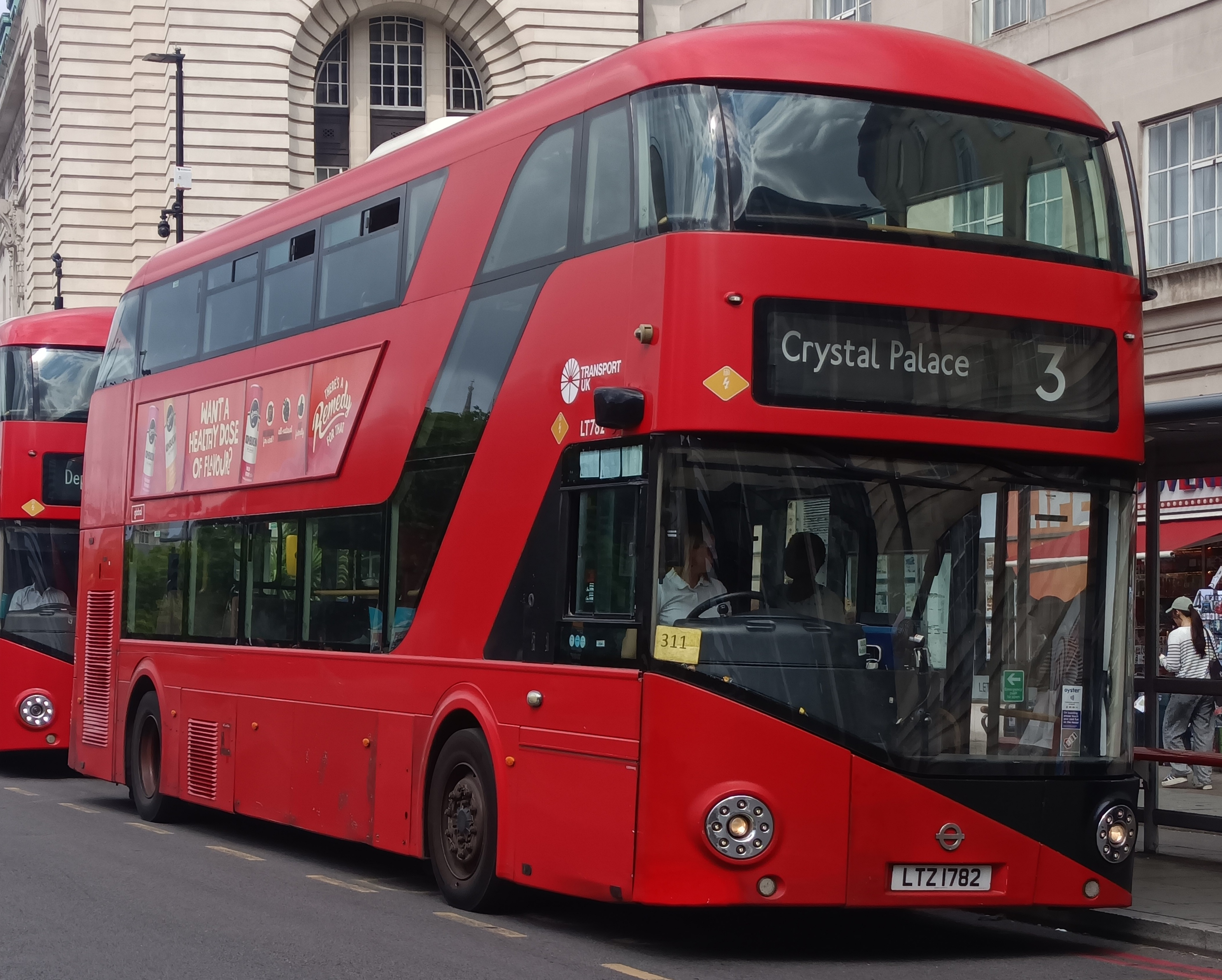
已裝設倒後攝像機的新倫敦巴士

## 設計

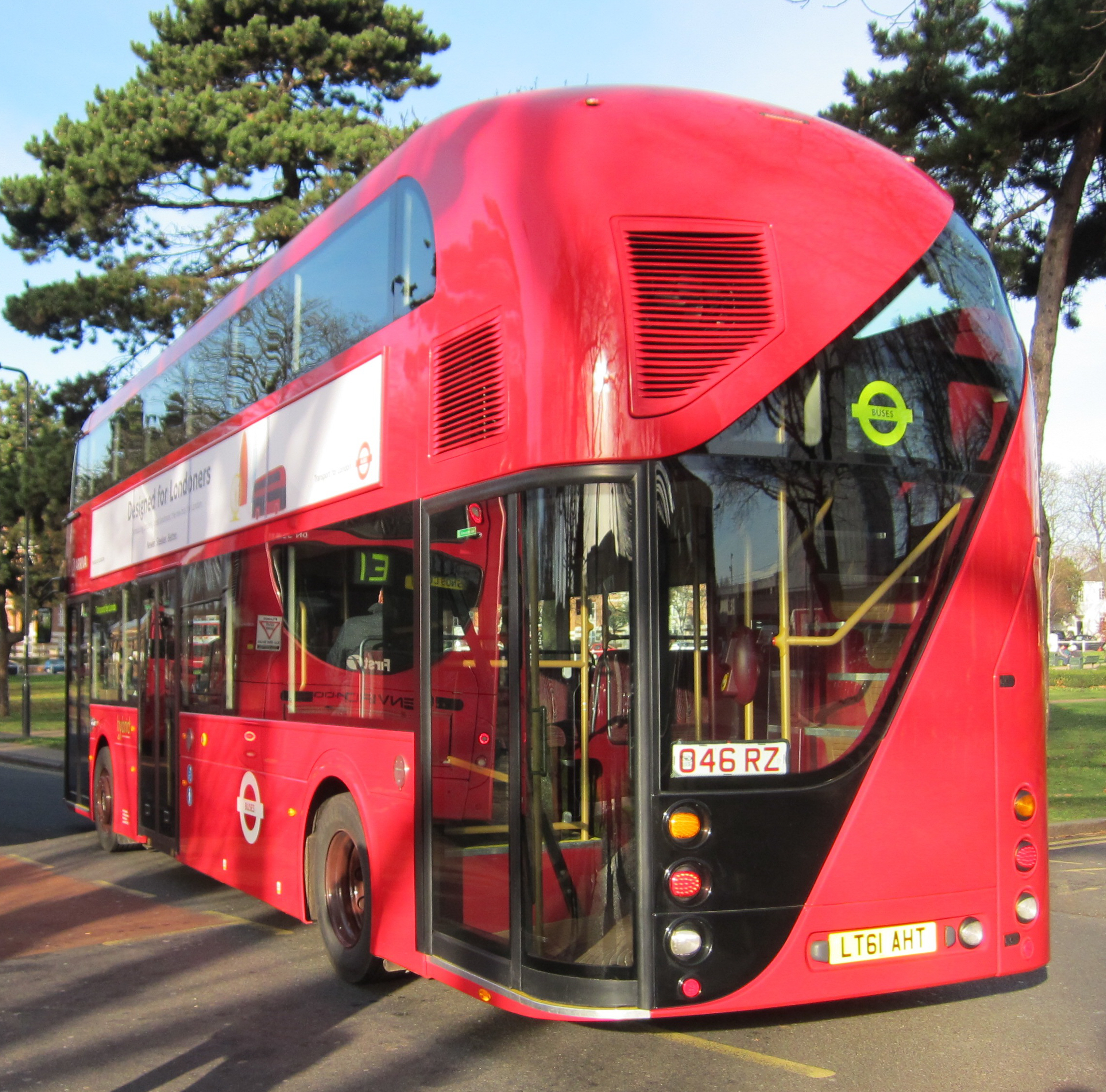
新倫敦巴士尾門關閉狀況

「新倫敦巴士」有前、中、後三道車門，兩條樓梯則分別於駕駛室後及車尾。當中尾門、後樓梯連車尾平台之設計概念，便源自 AEC Routemaster。尾門在車上有售票員當值期間會保持打開，其餘時候則只於靠站時打開。後來為降低逃票率，尾門現時只作下車用途，並不再設有售票員當值，僅在車上有乘客下車時打開。
此巴士乃由柴油／電力串聯混能系統驅動，配康明斯 ISBe 四氣缸引擎，及西門子之混能驅動系統。

## 訂單
倫敦交通局首先引入8架「新倫敦巴士」之樣辦車，安排予 Arriva London 公司行經倫敦巴士線38。首架於2012年2月27日開始行駛，至於另外7架亦會於同年陸續投入服務。
於2012年倫敦市長選舉，「新倫敦巴士」成為政治議題，爭取競逐倫敦市長的肯·利文斯通（Ken Livingstone）指出若由他當選就不會再次引入「新倫敦巴士」，而鲍里斯·约翰逊卻指出，若由他連任，便會於2016年及之前引入多600架「新倫敦巴士」。鲍里斯·约翰逊連任市長後，倫敦交通局於2012年9月宣佈引入多600架「新倫敦巴士」，全部會於2016年前完成。新車會由倫敦交通局擁有，並租賃予巴士公司行經倫敦中央區之巴士線。每架巴士之售價為354,500英鎊（約5,849,250港元）。

## 缺陷
新倫敦巴士自2012年投入服務起，其混合動力系統就出現運作不可靠的情況，而巴士的空調系統在夏季的運作效能也欠佳。混能系統的缺陷長期困擾新倫敦巴士，主要原因是電池的老化速度較預期快，令電池的儲電能力不足，導致巴士的續航力低於預期。到2015年7月，已經有80輛新倫敦巴士因為電池完全失效，實際上只能依賴車上的柴油引擎發電維持行駛，但柴油引擎的輸出馬力有限，令巴士的運作備受限制。另有200輛巴士的電池也出現程度不同的損壞。倫敦運輸當局要求生產商更換電池及尋求可行的解決方案。

## 外部連結
- New bus for London－Transport for London
- 萊特巴士對「新倫敦巴士」之簡介